# Római–szászánida háborúk

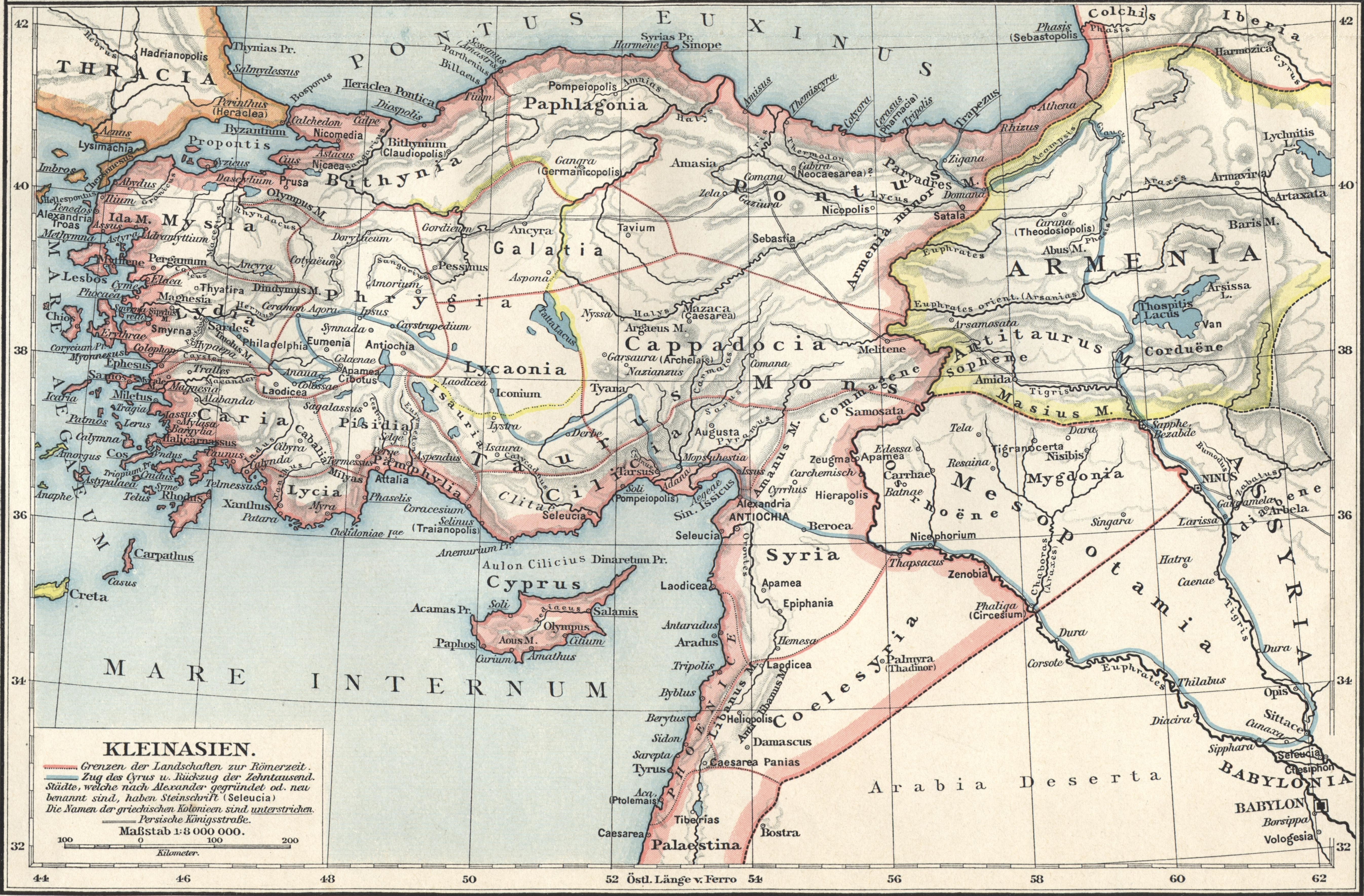
A Római Birodalom keleti határvidéke

A római–szászánida háborúk katonai konfliktusok sorozata, melyekben a Római Birodalom (majd később a Keletrómai Birodalom) harcolt a Szászánida Birodalom ellen a 3. és 7. század között. A késő ókor két legjelentősebb hatalma csaknem folyamatosan hadban állt egymással ebben az időszakban, bár voltak békés periódusok is (főleg az 5. században).
A konfliktusok a 3. században kezdődtek, a Szászánida Birodalom megalapításával, és Hérakleiosz győztes háborújával fejeződtek be 628-630-ban. A katonai hadműveletek különösen intenzívek voltak I. Sápúr (241–272), II. Sápúr (309-379), I. Huszrau (531–579) és II. Huszrau (603-628) idejében. A támadásokat hol Róma, hol a szászánidák kezdeményezték. A Róma és Perzsia közötti utolsó és egyben legnagyobb háború (603–628) után mindkét birodalom kimerült és az iszlám hódítás áldozatává vált, melyben a Szászánida Birodalom teljesen elpusztult, és a Bizánci Birodalom keleti tartományai is arab kézbe kerültek. Ez az esemény jelenti az ókor végét.

## Előzmények
Marcus Aurelius császár halála 180-ban kritikus pillanat volt Róma történetében. A filozófus-császár uralkodása alatt Róma folytonos védekező háborúkat vívott határain: a Dunánál a markomann háborúkban Róma utolsó tartalékai is kimerültek, keleten a parthusok ellen állt harcban. E háborúk ellenére Marcus Aurelius nem tudta stabilizálni a Birodalom határait. Fia, Commodus, tehetségtelen uralkodó volt, akit 192-ben megöltek. Rövid polgárháború után Septimius Severus, az Afrikából származó császár, a Severus dinasztia megalapítója került trónra, 235-ig kormányozta a Birodalmat. A Severus dinasztia császárainak kormányzása elsősorban a légiók feletti ellenőrzésen alapult. A katonák jutalmai (donativium) állandóan nőttek, ami csak növelte étvágyukat. Másfelől gyakorivá váltak az udvari intrikák. Például Caracalla ellen, aki népszerű volt a nép és a katonák körében egyaránt, azonban a kormányzás során nem válogatott az eszközökben, sőt megölte a saját testvérét Getát. De Heliogabalus ellen is intrikáltak, akinek vallási politikája sok rómait bántott. A Severus dinasztia utolsó uralkodóját Marcus Severus Alexandert felháborodott katonák ölték meg, akik kétségbe vonták katonai képességeit.
A következő császárok csak rövid ideig uralkodtak, és a Birodalom mély válságba került, melyet a történészek a 3. század válságának hívnak. Csak egyes uralkodók, mint Aurelius és legfőképpen Diocletianus értek el ezekben az években huzamosabb ideig tartó stabilitást a Birodalomban. A 3. század krízisében szerepet játszó problémák egy része a Birodalom keleti határain született. 217 nyarán a niszibiszi csatában IV. Artabanosz (Ardaván) pártus király stratégiai vereséget mért Macrinus csapataira. 224-ben IV. Artabanosz királyt legyőzte és megölte egy lázadó herceg, Ardasír. Ardasír a Persida régiót kormányzó helyi urak dinasztiájából származott, közvetlen felmenői között találjuk Sasánt, akiről szinte semmit nem tudunk. a modern történelemírásban az Ardasír által alapított dinasztiát szászánidának hívjuk. Ők kormányozták Perzsiát 400 éven át, birodalmuk volt az ókori kelet utolsó nagy preiszlám állama.
Ardasír és utódai erősítették a pártus hagyományokat, hogy így legitimálják dinasztiájukat. Ehhez az új uralkodónak volt szüksége. A szászánidák ezen szükségletét a rómaiak hamar bőrükön érezhették. Amint Ardasír megszilárdította a belső hatalmát, azonnal háborút kezdett Róma ellen. A perzsa nehézlovasság, a katafrakták, a rómaiak méltó ellenfelének bizonyultak. Róma hamar belekerült egy költséges védekező háborúba a szászánidák ellen. Bár ugyanebben az időben sok barbár törzs támadta a római határokat a Rajnánál és a Dunánál, azonban ezeket nem lehet egy lapon említeni a jól szervezett szászánida állammal, mely sokkal erősebb ellenfél volt, mint a pártusok.
Perzsia, a maga kulturális és katonai fejlődésével, Róma legnagyobb riválisává vált, és még századokon át az maradt. Róma a Szászánida Birodalomban egy hozzá hasonló hatalommal állt szemben, és Ktésziphón nagy királyai ugyanígy látták Rómát. Ez azt jelenti, hogy a két szilárd nagyhatalom egyaránt egymás meggyengítésére törekedett, s ebben nagy része volt a gazdasági érdekeknek. Az állandó szembenállás századokig tartott, csak a késői ókor végén a Szászánida Birodalom bukása vetett véget a két birodalom rivalizálásának.
A folytatásban a katonai hadműveletek leírása mellett, adunk egy általános képet az adott politikai helyzetről, mely meghatározta az egyes konfliktusokat, valamint beszámolunk az egyes konfliktusok következményéről is. Ehhez szükséges leírni röviden Perzsia és Róma adott politikai körülményeit.

## I. Ardasír, a katonai szembenállás kezdetei
Miután 230-ban I. Ardasír legyőzte belső ellenfeleit, megkezdte birodalma területének növelését, ami a Rómával való háborúhoz vezetett. Először Arméniát támadta meg. Arménia már sok konfliktusra adott okot Róma és a pártusok között földrajzi helyzete és ásványkincsei miatt. A szászánidák különösen 428-ig láttak nagy érdekeket Arménia megszerzésében, addig ugyanis az örmény királyok az Arszakida-dinasztiából származtak, akik a szászánidákban trónbitorlót láttak. Az Arménia és a római szövetséges mezopotámiai Hatra elleni támadás nem hozott sok sikert Ardasírnak. Marcus Severus Alexander felkészült a háborúra, és 232-ben ellentámadást indított a szászánida főváros, Ktésziphón ellen, amely alig hozott eredményt. A három római hadoszlopból egyet a perzsák megsemmisítettek, a másik kettő eredmény nélkül tért vissza. A következő hadjárat, a Mezopotámiáért folytatott harcok sem hoztak döntő eredményt, így Severus Alexander megszüntette a támadást, hogy seregét a Rajnánál támadó germánok ellen vezesse.
Severus Alexander 235-ös halálakor Ardasír új támadást indított, ez alkalommal több sikerrel. A fontos stratégiai jelentőségű városok, Karrai és Niszibisz perzsa kézbe kerültek 236-ban, 240-ben pedig Hatrát is elfoglalták a perzsák.
A történészek máig vitatkoznak az okain annak, hogy Ardasír miért támadta meg Rómát. Nyugati források szerint Ardasír helyre akarta állítani a régi Akhaimenida Birodalmat. Keleti forrásokban ennek nem találjuk megerősítését. A valószínű okok, melyek miatt Ardasír Róma ellen támadott, a következőek: megszilárdítani helyzetét, kipróbálni képességeit új királyként, legitimálni trónhoz való jogát.
Hatra eleste okozta, hogy Róma újból elhatározta a perzsák megtámadását. I. Ardasír 241-ben meghalt. Fia és örököse, Sápúr folytatta a háborút, melyben Rómára annak egyik legnagyobb vereségét mérte.

## I. Sápúr győzelme három császár felett
I. Sápúrt az egyik legnagyobb szászánida királynak tartják, hőstetteinek emléke máig él Iránban. Belpolitikájában kiemelik vallástoleranciáját és államigazgatási reformjait, melyekkel megerősítette a központi hatalom súlyát.
Katonai szempontból nézve tevékenységét, sikerei itt sem voltak kisebbek. Három sikeres háborút vezetett Róma ellen, melyek pontos időrendje nem ismert, a problematikus források sok nehézséget okoztak a modern történészeknek. Emellett a nem túl bőszavú nyugati források sokszor ellentmondanak a szászánida forrásoknak. Egy érdekes forrást jelent a Naqs-e Rustam-i háromnyelvű sziklafelirat (perzsa, pártus és görög nyelven), mely Sápúr győzelmi krónikája.
Sápúr első hadjáratát 242 és 244 között vezette. „A három Gordianus élete” (mely a Historia Augusta része) szerint III. Gordianus Antiochiából, a Római Birodalom egyik legfontosabb városából indult kelet felé, hogy megütközzön a perzsa sereggel. Resaina mellett (Niszibisz közelében) a rómaiak 243-ban legyőzték a perzsa királyt. Az említett írás szerint a rómaiak visszaszerezték a korábban perzsa kézbe került területeket. Nem sokkal később a pretoriánusok prefektusa Philippus Arabs államcsínyt hajtott végre Gordianus ellen és megölte őt. A perzsa évkönyvek ezzel homlokegyenest ellenkezőt állítanak. Szerintük Gordianus a resainai csata után (melyről a perzsa dokumentumok hallgatnak) Ktésziphónba vonult, ahol vereséget szenvedett, és 244 elején Mesiche mellett (mintegy 40 km-re nyugatra a mai Bagdadtól) halt meg. Halála után Philippus Arabs lett a császár. A későbbi bizánci források (például Ióannész Zónarasz) sem tudnak Gordianus megöléséről. Lehetséges, hogy a császár a mesichei csatában kapott sebeibe halt bele. Philippus Arabs Gordianus halála után kénytelen volt békét kötni Sápúrral. A béketárgyalás, melyet csak pár forrás említ, a szászánidáknak kedvezően alakult: Róma sarcot fizetett a perzsáknak, átadott bizonyos területeket Mezopotámiában, azonban arméniai befolyását megtarthatta.
Bár Philippus Arabsot különböző győzelmi nevekkel illették, mint Persicus vagy Parthicus Maximus, mégis úgy tűnik, hogy Róma fájdalmas vereséget szenvedett. Sápúr jópár domborművön tette halhatatlanná diadalát, és 252 vagy 253-ban újabb háborút indított Róma ellen. E második háború lezajlását Sápúr évkönyvei alapján tudjuk rekonstruálni. Decius, az új római császár, nem sok érdeket látott a Perzsiával való béke fenntartásában, ezért ellenállást fejtett ki a perzsák hódító próbálkozásaival szemben Arméniában. Ez elég okot jelentett Sápúr számára, hogy újabb háborút indítson Róma ellen. Másodszor is elfoglalta Arméniát, és kihasználva, a Decius halálát követő zavart behatolt Szíriába és Mezopotámiába.
Valószínűleg 253 tavaszán menetelt végig Sápúr seregével az Eufrátesz mellett, behatolva római területre, de kikerülve a nagy római erődöket, így Circesiumot és Dura-Európoszt. A szászánidák kisebb vereséget szenvedtek Emesa közelében (nem a rómaiaktól, hanem a egy bennszülött seregtől), ami kisebb visszakozásra késztette őket. Ezután Sápúr serege, melynek legfőbb erejét nehézlovassága adta, megsemmisített egy 60 ezer fős római sereget Barbalissos közelében, az Eufrátesz mellett. Hieropolis, Barbalissostól északra, és mindenekelőtt Antiochia a szászánidák által el lettek foglalva (azonban csak rövid időre). A perzsák egészen Kappadókiáig törtek előre, és 256-ban elfoglalták a jól védett erődöt, Dura-Európoszt, de ezután Sápúr ismét visszavonult. Azonban Sápúr hozott egy hibás döntést, visszautasította Septimius Odenatusnak, Palmüra királyának szövetségi ajánlatát.
Odenatus ekkor a rómaiakkal lépett kapcsolatba, akik minden segítséget örömmel fogadtak. A Római Birodalom keleti tartományainak helyzete annyira súlyos volt, hogy Valerianus császár, aki 253-banlépett trónra, személyesen ment keletre. Valerianus összegyűjtött egy nagy sereget, és elindult, hogy megütközzön Sápúrral. 256 nyarának elején az edesai csatában megütközött vele, itt Valerianus serege megsemmisítő vereséget szenvedett. S ha ez még nem lett volna elég, a csata során Valerianus perzsa fogságba esett. Valerianus foglyul ejtését éppúgy megemlítik Sápúr évkönyvei, mint sziklafelirata. Ennek előtte római császár még soha nem esett ellenséges fogságba. A sziklafelirat így írja le a történelmi eseményt: „A harmadik hadjáratban, amikor megtámadtuk és ostrom alá vettük Karrait és Edesszát, megindult ellenünk Valerianus császár, és vele tartott 70 ezer emberből álló serege. Karrai és Edessza mellett nagy csata volt Valerianus császár és köztünk, foglyul ejtettük a császárt, Valerianust és a többieket, a pretoriánus prefektust és a szenátorokat és a tiszteket, az összes vezetőjüket, mindet elfogtuk és Persisbe vittük”. Egyes nyugati források szerint a császár foglyul ejtése egy perzsa cselnek volt köszönhető, akik akkor ejtették Valerianust fogságba, mikor az tárgyalni ment hozzájuk. Más források megerősítik Sápúr történetét. Valerianus fogságban halt meg Perzsiában, mint a csatát túlélő rómaiak, akiket szászánida területre szállítottak, és egy újonnan felépített városban helyeztek el. A csata után Sápúr elfoglalt néhány várost és Antiochiát másodszor is kifosztotta. Róma nem volt képes ellenállni a perzsa seregeknek. Ezért a keleti tartományok védelme Palmürai Odenatusra hárult, aki némi sikerrel teljesítette ezt a feladatot, és a perzsa saját területükön győzte le 260 végén, sőt eljutott egészen Ktésziphónig.
Húsz évig tartott, míg Róma képessé vált újabb hadjáratot indítani a perzsák ellen. Sápúr ezzel szemben, aki Irán és Nem Irán királyának nyilvánította magát büszkén, megmutatta, hogy a Szászánida Birodalom méltó ellenfele Rómának. Ennek ellenére, Sápúr alig tudta élvezni diadala gyümölcsét, mivel 261 után a perzsák vereséget szenvedtek Palmürától. A 260-as évtized további részében a szászánida király védekezésre kényszerült nyugati ellenfeleivel szemben (261-ben a palmürai seregek egészen Ktésziphónig jutottak, ami összefüggésben lehet a keleti határon megindult háborúval, ahol Kushan okozott nagy problémát. Végül a szászánidák nyugati területszerzései minimálisak lettek, és nagy emberveszteséggel jártak. A 244 és 260 közötti nagy csaták ellenére a perzsák nem tudták elérni fő céljukat, hogy kijussanak a Földközi-tengerhez.

## Diocletianus perzsa háborúja
Sápúr 272-es haláláig, sőt még utána is béke honolt a perzsa-római határon. Ez egyfelől a Római Birodalomban keletkezett belső zavaroknak volt köszönhető, másfelől a szászánida királyok is el voltak foglalva belső problémáikkal, mint a manicheizmus megjelenésével, mely ellen I. és II. Bahrám is harcolt. Ezenkívül szembe kellett nézzen egy lázadással a Birodalom keleti felében. A rómaiak, Carus császár kormányzása alatt kihasználták ezt a pillanatot Mezopotámia megszállására. Ktésziphónig jutottak, melyet csaknem elfoglaltak, azonban Carus meghalt, félbeszakította a támadást.
Diocletianus alatt, 284-ben került hatalomra, gyökeresen átalakult a császári közigazgatás (tetrarchia) válaszul a III. század válságaira. Diocletianus elhatározta, hogy fenntartja a Római Birodalom keleti határainak biztonságát. 287-ben tárgyalásba kezdett II. Bahrámmal, akivel meg nem támadási szerződést kötött. Ez a szerződés azonban csak ideiglenesnek bizonyult. Csak addig tartott, míg Diocletianus meg nem teremtette a Birodalom békéjét, a nyugati határok germánokkal szembeni biztonságát és le nem vert néhány helyi felkelést. Ezután figyelmét ismét kelet felé fordította. 290-ben visszahelyezte trónjára III. Tiridatészt, akit előzőleg a perzsák megfosztottak trónjától. Ezzel szembekerült a perzsa érdekekkel. I. Narsak király (Narszész) (293-302) 296-ban megtámadta Arméniát, mint korábban apja, I. Sápúr. Diocletianus ekkor egy egyiptomi lázadás leverésével volt elfoglalva, ezért Galerius cézárt küldte a perzsa támadás visszaverésére. Galerius komoly vereséget szenvedett Calinicos és Karrai között, Mezopotámiában 297-ben (bár az évszámban van némi eltérés a különböző források között).
Diocletianus ekkor erőltetett menetben megindult Egyiptomból Szíria felé. Galerius császár vereségén felháborodva kötelezte őt, hogy öltözzön bársonyba és fusson kocsija előtt egy mérföldön át. 298-ban, vagy talán 299-ben, a rómaiak újabb támadásba kezdtek. Galerius elfoglalta Arméniát, ahol a földrajzi viszonyok nem engedték meg a félelmetes perzsa nehézlovasság bevetését. Diocletianus pedig megtámadta Mezopotámiát. Az örmény Satala városában Narsak súlyos vereséget szenvedett a váratlanul rátörő Galeriustól. Még Narsak király háreme is római fogságba esett, s ezért a családját féltő Narsak békét kért. A 298-as niszibiszi békében Narsak király átengedte öt, a Tigristől nyugatra fekvő tartományát, valamint Mezopotámia északi részét Niszibisz városával, amely stratégiailag és gazdaságilag jelentős város volt, az egyetlen hely, ahol a két Birodalom közötti kereskedelem engedélyezve volt. A diocletianusi diadal nagy pusztítást hozott Rómának. Perzsa részről a békeszerződést egyfajta megalázkodásnak tartották, Niszibisz átengedése és a Tigristől nyugatra eső területek római kézre kerülése miatt. A perzsa békekövet a tárgyaláson megerősítette, hogy Perzsia és Róma a világ két legnagyobb hatalma, és nem szükséges, hogy egymás megsemmisítésére törekedjenek. Ezután Róma nem kísértette a szerencsét. A békeszerződés hozzájárult ahhoz, hogy szinte teljesen megszűntek az összetűzések a két Birodalom között. Egyes történészek szerint Galerius nagyobb eredményt is elérhetett volna, azonban a békefeltételek így is megalázóak voltak Perzsia számára. Az újabb háború kitörése csak idő kérdése volt.

## Róma és Perzsia Nagy Constantinus idejében, a constantinusi fordulat hatásai
Diocletianus 305-ben önként lemondott trónjáról. Az általa alkotott kormányzati rendszer, a tetrarchia (két magasabb rangú császár, azaz augustus, és két alacsonyabb rangú császár, azaz caesar) még életében eltűnt. 306-ban Constantinust, a nem sokkal azelőtt elhunyt I. Constantius (Chlorus) fiát, a britanniai seregek császárrá kiáltották ki, szemben a tetrarchia intézményével. 312-ig ellenőrizte a Birodalom nyugati felét, és hozott egy fontos valláspolitikai döntést, mely világtörténelmi jelentőségű: privilégiumokat adott az addig üldözött keresztényeknek. 324-re Nagy Constantinus legyőzte utolsó ellenségeit is, és a Római Birodalom kizárólagos urává vált.
A constantinusi fordulat, azaz a kereszténységpárti politika, meghozta következményeit a római-perzsa kapcsolatokban is. 309-ben II. Sápúr, aki ekkor még meg sem született, Perzsia trónjára lett emelve. Ez válságot okozott Perzsiában. Csak a 330-as évek közepére tudta Sápúr kezébe venni a hatalmat. Ezután jeles kormányzóként működött. A Rómában végbement fordulat zavarta Sápúrt, mivel sok alattvalója volt keresztény, különösen Mezopotámiában. Eddig biztos lehetett keresztény alattvalói hűségében, mivel Rómában üldözték őket.Ettől kezdve azonban félt, hogy együttműködnek a római császárral, mivel Nagy Constantinus a keresztények jótevője volt, aki hatalmát a kereszténység szent tanaira alapozta. Nagy Constantinus új látásmódját egy Sápúrnak írott levelében fejtette ki. Ekkor Arménia és a kaukázusi Ibéria is kereszténnyé vált, Sápúr fenyegetve érezte magát, és erre volt is oka. Seregeit Mezopotámiába összpontosította, hogy kierőszakolja a niszibiszi béke revízióját. Elfoglalta Arméniát, melynek trónjára bábját ültette. Ezt látva, Constantinus fiát, Constantiust, Antiochiába küldte, sógorát, Hanibaliust pedig Kisázsiába. 336-ban kölcsönösen elküldték egymáshoz követeiket, de nem tudtak egyezségre jutni, így Constantinus készen állt a háborúra.
Constantinus tervei győzelme esetére nem világosak. Hanibalius kellett volna legyen Arménia királya, Róma alattvalója, a Rex Regum et Ponticarum Gentium címmel. Azonban Constantinus talán az egész Szászánida Birodalom meghódítását tervezte, hogy azt Rómának alárendelt provinciává tegye. Függetlenül attól, hogy mik voltak Constantinus szándékai, ezek végül nem valósulhattak meg, mivel a császár 337 május 22-én meghalt, s így a tervezett háború végül nem jött létre. Constantinus halála után fiai kegyetlen, évekig tartó harcot vívtak az utódlásért, melyből végül II. Constantius került ki győztesen. Az új császár egész uralkodása alatt szembe kellett nézzen egy félelmetes ellenféllel, II. Sápúrral, aki Constantinus halála után folytatta hadműveleteit és évtizedekig nem hagyta Rómát lélegzethez jutni.

## „Testvérek” közti háború: II. Constantius és II. Sápúr
II. Sápúr kihasználta a Constantinus halála után Rómában keletkezett zavart, és elfoglalta Mezopotámia római részét. Célja Niszibisz visszaszerzése volt, de első ostroma sikertelen maradt 337 vagy 338-ban (ezt két további ostrom követte 346-ban és 350-ben). Ezzel egyidőben II. Sápúr beavatkozott Arménia belügyeibe. Egyik belpolitikai intézkedése a keresztényüldözés volt, inkább politikai, mint vallási okokból. 338-ban Constantius, mint a Keletrómai Birodalom császára, megindult Sápúr ellen.
Látszólag Constantius el akarta kerülni a nyílt összeütközést. Szándéka az volt, hogy Sápúr a Keletrómai Birodalom erődgyűrűjének ostromában valljon kudarcot. A római erődrendszer stratégiailag fontos városok birtoklásán alapult, melyek létfontosságúak voltak a környező erődítmények számára. Niszibisz kulcsfontosságú volt ebben a rendszerben, ez magyarázza Sápúr sorozatos támadásait ellene. Egy alkalommal azonban a rómaiak is megtámadták a perzsa területeket. 344-ben a két sereg megütközött Singara mellett. Úgy tűnt, hogy Constantius megnyeri a csatát perzsa mintára kialakított nehézlovassága segítségével. Azonban fegyelmezetlen katonái szétszóródtak, és vereséget szenvedett. Egy perzsa herceg is elesett a csatában.
Ez a vereség megerősítette a császárt abban a hitben, hogy a védekező taktika a legjobb. Figyelembe kell azonban venni, hogy Constantius a római seregeknek csak egy részével rendelkezett, a többi részével két testvére rendelkezett nyugaton, így ezeket a seregeket nem tudta bevetni Perzsia ellen. Azonban Sápúrnak is voltak megoldandó gondjai: a kitanidák (Közép-Ázsia pusztáiról származó barbár nép) elfoglalták a Birodalom keleti részét. Ez a nomád invázió volt az oka a fegyverszünetnek, mely eltartott pár évig, és amelyet kihasznált Constantius, hogy bebiztosítsa hatalmát az egész Római Birodalom felett 340-353 között.
358-ban Constantius és Sápúr ismét egyezséget kötöttek. Ennek tartalma elég jól ismert, hála a történetíró Ammianus Marcellinusnak, aki tisztként szolgált az elkövetkező csatákban és a IV. század végén megírta Res Gestae címmel az ókor utolsó nagy történeti művét, mely tartalmazza Constantius utolsó perzsa háborújának részletes és megbízható leírását. Ebben a műben szerepel a 358-as egyezség leírása: „Én a királyok királya, a csillagok társa, a Nap és a Hold testvére minden jót kívánok Constantius császárnak, testvéremnek” A római császár válasza: „Én, vizek és föld legyőzője, Constantius, örökös isteni császár, kívánok testvéremnek, Sápúr királynak minden jót.”
Sápúr átadott egy levelet a császárnak, melyben kérte, hogy az mondjon le Mezopotámia nagy részéről és Arméniáról, ahol a róma pártiak ismét magukhoz vették a hatalmat. Constantius nem akart semmilyen római területet átadni. Ez végül újabb csatához vezetett. Azonban a kölcsönös udvariasság valamire rávilágít: bár a két birodalom folytonos harcban állt egymással, mindketten elismerték a másikat velük egyenlő hatalomnak. Ellenségek voltak, de tisztelték egymást. Ez a kölcsönös tisztelet azonban nem akadályozta Sápúrt, hogy 359-ben újabb hadjáratot indítson.
Sápúr, akinek seregében ekkor kidaniták is harcoltak, tanult az előző csatákból: a Mezopotámia erődjei elleni támadás kevés sikerrel kecsegtet. Így tehát körbevette azokat seregével (kb. 100 000 emberrel), és megtámadta Amidát. Meg kellett hódítania az erődöt, mivel itt volt 7 légiónyi római segéderő, mely később sok problémát jelenthetett volna. Az ostrom azonban nehezebb volt a vártnál, 73 napig tartott, és nagy veszteséggel járt. A következő években Sápúr Singara és Bezabde városát is bevette. Későbbi támadásai kudarcba fulladtak, így 360-ban visszavonult, amiben szerepe volt egy kedvezőtlen jóslatnak is. Constantius fellélegezhetett, bár tudta, hogy a fenyegetés nem múlt el. Ezért rokonát, Iulianust hívta Galliából (aki 355-től caesar volt), hogy hozzon új csapatokat. Mikor a parancs Galliába ért, az ottani csapatok nemet mondtak rá, és megtették Iulianust császárnak. Létezik az a nem minden alap nélküli gyanú, hogy a látszólag spontán császárválasztás Iulianus műve, aki nem volt jó viszonyban Constantiussal. Iulianus felkészült a polgárháborúra, azonban Constantius 361 november 3-án meghalt Szicíliában.

## Iulianus perzsa hadjárata: Egy kaland, mely katasztrófával végződött

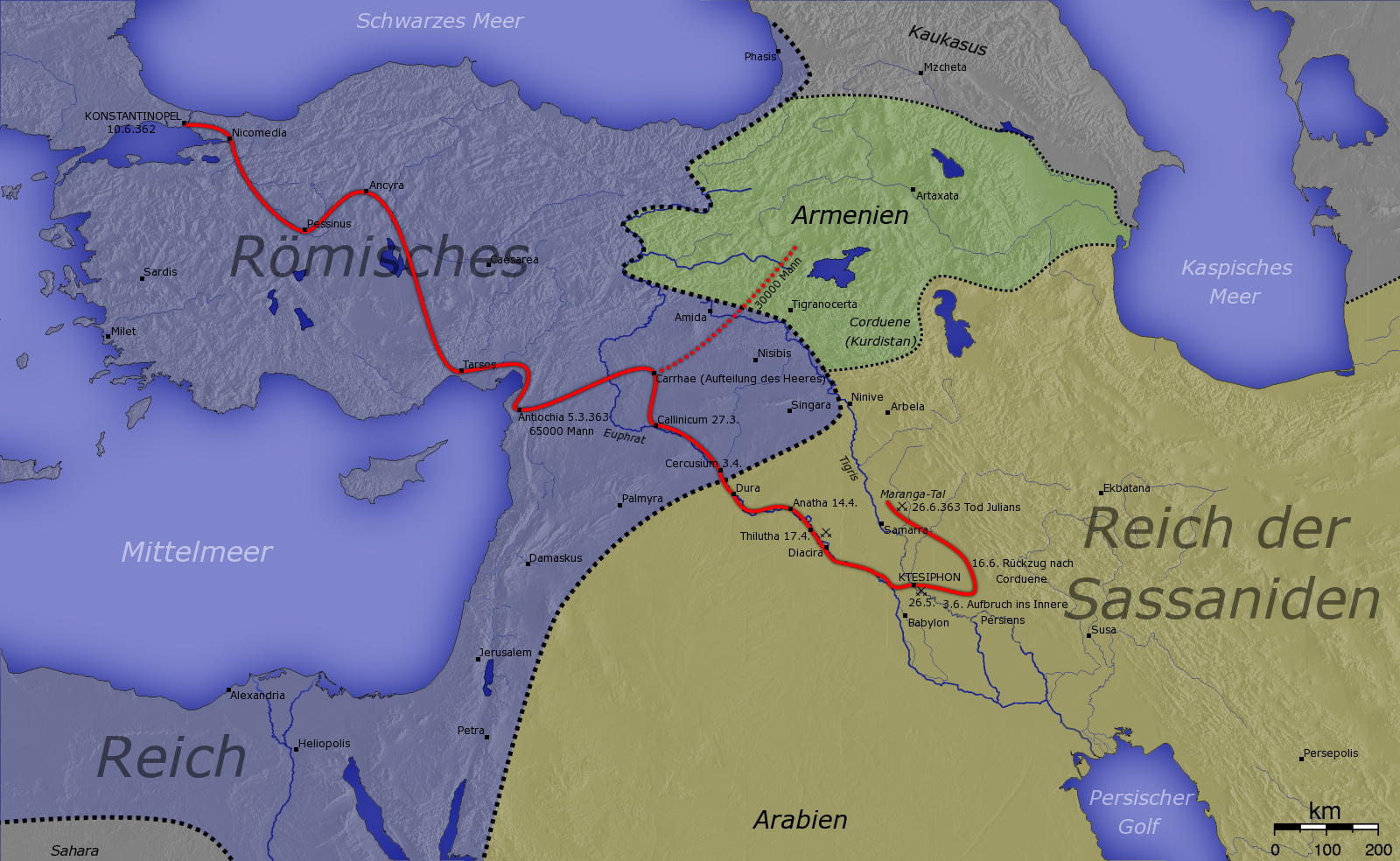
Iulianus perzsiai hadjárata

II. Constantius utódja Iulianus lett, és a régi pogány istenek kedvvért hamarosan elhagyta a keresztény vallást, melyet II. Constantius még erősen támogatott. Később Iulianus Apostata („hitehagyott”) néven vált ismertté, azonban keresztényellenes intézkedései nem jártak sikerrel. Volt még egy nagy terve: hadjáratot kívánt vezetni Perzsia ellen, hogy a Szászánidák felől minden fenyegetésnek elejét vegye. Célja megvalósítása érdekében Antiochiába utazott 362 nyarán, hogy előkészítse a támadást. Constantiussal ellentétben Iulianus a Birodalom összes seregével rendelkezett. Sokat vitatott téma, hogy miért vonult Iulianus a perzsák ellen. Valójában nem volt szükség ekkora hadjáratra. A perzsák inkább tárgyalni akartak, amit Iulianus elutasított. Egy gyakran hangoztatott magyarázat szerint Nagy Sándort akarta utánozni.
De Iulianusnak volt egy gyakorlatiasabb érve is Perzsia meghódítására: a hadsereg egységének megteremtése. Ez nem volt teljesen megoldott, hiszen a galliai és keleti seregek a polgárháborús összeütközés szélén álltak. A galliai vezérek között sok pogány volt (Dagalaifus, Nevitta). A keleti vezérek, akiknek már volt harci tapasztalatuk a perzsák ellen, szkeptikusok voltak a perzsa hadjáratot illetően. Iulianus harci szellemében nem osztozott minden katonája. Ezt mutatják a tisztek kivégzései, valamint a seregek megtizedelései is, melyet Iulianus kénytelen volt végrehajtani a hadjárat során.
Mindenesetre Iulianus 363 március 5-én indult el Antiochiából kelet felé. Serege létszámát illetően ellentmondanak egymásnak a források. Általában a késő ókor egyik legnagyobb katonai hadműveletének tartják. Iulianus megparancsolta Arménia királyának, hogy támogassa előőrsökkel és segédcsapatokkal. Hierapoliszban az arabokkal is kapcsolatba lépett. Ezután dél felé haladt az Eufrátesz mentén. Seregében ott volt Hormizdas is, a perzsa királyi család tagja, aki már régen Rómába szökött, és Iulianus tanácsosaként működött. Római győzelem esetére ő volt Róma jelöltje a perzsa királyi trónra.
Ammianus Marcellinus krónikájában megtaláljuk a hadjárat részletes és hiteles leírását. Ammianus tájékoztat minket Iulianus rossz előérzetéről is, mely a karraii megálláskor kerítették hatalmába a császárt. Iulianus serege egy részét (Zosimus, aki 500 körül megírta Róma történetét, 18 ezerre teszi e sereg létszámát, de lehet, hogy többen voltak) Procopius (Iulianus rokona) és Sebastianus (a magister militum) vezetésével, hogy segítsék a védekezésbe szorult örmény királyt, és menjenek Észak-Mezopotámiába. Eközben Iulianus a sereg nagy részével (65 000 fő) folytatta a menetelést Ktésziphón felé. Hadjárata során sok erődöt és várost elfoglalt. A császár ennek ellenére nyugtalan volt, mivel nyomát sem találta a perzsa főseregnek. A perzsák csak kis támadásokkal akadályozták a római menetet, valamint az utánpótlási vonalakat zavarták.
363. május végére a római sereg Ktésziphón alá ért. A tisztek hamar megértették, hogy a város elfoglalása hosszú ostromot igényel, amire a sereg nem volt felkészülve. Emellett Sápúr bármikor megtámadhatta őket érintetlen, nagy seregével. Iulianus ekkor olyan döntést hozott, melynek súlyos következménye lett. Tekintve, hogy nem voltak ostromgépeik, és nem tudtak visszamenni sem azon az úton, amerről bejöttek (a perzsák „felperzselt föld” taktikája miatt), Iulianus úgy döntött, hogy még mélyebben nyomul be perzsa területre, és seregeit egyesíti az Észak-Mezopotámiában hagyott seregével. Ha Sápúr követi őt, bármikor le tudja győzni őt, és nincs az a veszély, hogy csapdába esik a perzsa sereg és Ktésziphón között. A terv nem nyerte el a római tisztek tetszését, de a császáré volt a döntő szó. Így június elején felszedték táborukat, és elindultak a Perzsa Birodalom belseje felé. Iulianus parancsot adott az Eufráteszen őket kísérő flotta felgyújtására is, hogy ne zavarja őket a menetelésben. Ez később súlyos hibának bizonyult, mivel így a flotta segítsége nélkül nem tudtak átkelni a folyón. Ammianus leírja a visszavonulás gyötrelmeit, melyet nehezített a hőség, a moszkitók és az élelemhiány. A sereg morálja mélypontra zuhant.
A visszavonulás közben jelent meg a perzsa fősereg. A maratagai csatában a rómaiak még képesek voltak nekik ellenállni, azonban június 26-án Iulianus belehalt a csatában kapott sebeibe. Ezt a sebesülést már a kortársak egy része is merénylet következményének tartotta. Hosszas vita után a sereg tisztjeinek képviselői a császári testőrség fiatal tisztjét, Iovianust választották császárrá. A római sereg ellátását egyre nehezebb volt megoldani, miközben a perzsák egyre gyakrabban támadtak. A római sereget a teljes megsemmisülés veszélye fenyegette. II. Sápúr tárgyalást ajánlott, mivel úgy érezte, hogy ki kell használnia a remek alkalmat. A tárgyalások során II. Sápúr elérte azt, amit harccal nem sikerült. A 363-as egyezségben a rómaiak átadták Niszibiszt, Singarát, a Tigristől nyugatra fekvő területeket és 15 erődöt. Diocletianus hódításai visszakerültek a perzsákhoz, s ezzel Sápúr elérte a célját. A legfájóbb a védelmi rendszer fő oszlopának Niszibisznek elvesztése. Visszaállt a 298 előtti határ. A római terület elhagyása meglehetősen kivételes eset volt, sokkal inkább de facto, mint de iure következett be. Ennek ellenére később bebizonyosodott, hogy a két nagyhatalom nem képes alkalmazkodni az új határokhoz.
Iulianus perzsa háborúja katasztrófával ért véget. A császár rosszul mérte fel a földrajzi és éghajlati viszonyokat, és a hadjárat folyamán sok hibás döntést hozott. Hozzá kell tenni azonban, hogy saját hadseregének vezérei között is sokan ellenezték a hadjáratot, így míg Iulianus hozzászokott galliai katonái feltétlen hűségéhez, Perzsiában szembe találta magát katonái akaratával. Perzsia nem Gallia volt, ahol Iulianusnak voltak harci sikerei, és a perzsa nehézlovasság teljesen különbözött az alemannoktól. Bár a két nagyhatalom békében élt egymással az elkövetkező években, a rómaiak képtelenek voltak elfelejteni a 363-as béke megalázó feltételeit. Az összes elkövetkező háborúban elsődleges cél volt Niszibisz visszaszerzése.

## Béke megszakításokkal: az V. század háborúi
Iulianus utódja, Valens császár uralkodása alatt, 369/370-től kezdve kiújult a háború Arméniában. A háború során II. Sápúr megpróbálta érvényesíteni a perzsa fölényt. Egy római sereg benyomult Arméniába, és visszahelyezte a trónra a régi királyt, Papot. A következő években csökkent a háború intenzitása. Ez egyrészt annak volt köszönhető, hogy Valens a gótok ellen is harcolt, (a gótok ellen vívott hadrianapolisi csatában esett el 378-ban), másrészt Sápúr 379-es halálát követően utódai csak rövid ideig uralkodtak. 400 körül béke honolt Perzsia és Róma között. Ennek fő oka az örmény probléma ideiglenes megoldása volt. I. Theodosius uralkodása alatt (valószínűleg 387-ben) két hatalom között egyezség született, mely szerint Perzsiáé lett Arménia nagyobb része (Perzsa Arménia), míg Róma meg kellett elégedjen Arménia ötödrészével. Az egyezség rendezte a határkérdést, ami Róma számára is üdvözítő volt.
A két hatalom közti viszony annyira jó volt, hogy Procopius, a VI. században lejegyzett egy anekdotát, mely szerint a keletrómai császár, Arcadius, halála esetére a perzsa királyt, I. Jazdagirdet, bízta meg fia, II. Theodosius gyámjául. Az egyházi történetíró, Skolasztikus Szókratész (a legjobb forrás az V. századi eseményeket illetően) Jazdagirdet a keresztényekkel szemben toleráns uralkodónak írja le. Jazdagird toleráns valláspolitikája kétségkívül nagy szerepet játszott a két hatalom közti jó viszonyban, emellett 414-ig Bizánc politikáját a császári testőrség parancsnoka, Anthemius irányította, aki komoly erőfeszítéseket tett a Perzsiával való jó viszony ápolásában.
420/421-ben azonban újabb háború következett. Ennek fő oka a szászánida keresztényüldözés volt. A keresztények komoly térítőtevékenységet folytattak Perzsiában, ami zavarta a zoroasztriánus főpapokat. Ezenkívül, amikor leégett egy zoroasztriánus templom, a keresztény püspök megtiltotta annak újjáépítését. Ekkor lépett közbe Jazdagird, és üldözni kezdte a keresztényeket. Sok keresztény menekült Bizáncba, akiknek II. Theodosius császár menedéket adott.
I. Jazdagird király 420-ban halt meg. A halálát követő hatalmi harcból fia, V. Bahrám került ki győztesen. Bahrám folytatta a háborút Bizánccal. Bahrám, az egyik legrejtélyesebb szászánida király, a perzsa sereget az arméniai Teodosiopolis erődítmény ellen irányította, de a támadás kudarcba fulladt. Azonban arab lakhmida szövetségeseinek segítségével felmentette Niszibisz városát a római ostrom alól. Ezután az arabok súlyos vereséget szenvedtek, mikor megpróbálták elfoglalni Antiochia városát. A rómaiak képesek voltak ellenállni, sőt a római magister militum (hadvezér, a római hadsereg legmagasabb rangú tisztje), Aerobando legyőzött párbajban egy perzsa vezért, és a rómaiak legyőzték a perzsa elitalakulatot, a „Halhatatlanok”-at. Végeredményben a harcok eldöntetlenül végződtek. 422-ben újabb békét írtak alá, melyben mindkét hatalom ígéretet tett a szabad vallásgyakorlás engedélyezésére. Ezenkívül a rómaiak támogatást fizettek a perzsáknak, hogy azok védjék a Kaukázust a hunok ellen, akik mindkét hatalomnak ellenségei voltak.
440/441-ben V. Bahrám utódja, II. Jazdagird megszegte a békét, mivel a rómaiak nem fizették ki időben az évi adójukat. Jazdagird benyomult a római területekre és összecsapott a római magister militum-mal, Anatoliussal. Ezt nem követték újabb harci cselekmények, mivel a rómaiak a status quo visszaállításáért hajlandóak voltak magasabb adót fizetni, II. Jazdagird pedig el volt foglalva a heftalita veséllyel. A 442-es békében mindkét fél megígérte, hogy nem épít újabb erődöt a közös határra.
Ez a két háború csak elszigetelt epizód volt az V. században, melyet a két hatalom egymással zömmel barátságos viszonyban töltött el. A VI. századra és a VII. század elején ezzel ellentétben a folytonos háború jellemző a két birodalom egymás közti viszonyára, míg a sorozatos konfliktusok Perzsiát és Bizáncot az összeomlás szélére nem sodorták.

## I. Kavád háborúi
A béke hosszú időszaka 502-ben ért véget, mikor a szászánida király, I. Kavád keletrómai területekre támadott. A támadás oka a feszült belső helyzet volt. Kavádnak le kellett győznie az ellene szövetkező hatalmasságokat. Csak a heftaliták segítségével tudott trónján maradni, mivel a forradalmár mazdakita szekta súlyos belső zavarokat okozott. Stilita Josué krónikája szerint (mely részletesen leírja a háborút) Kavád pénzt követelt a bizánci császártól, I. Anastasiustól, de a császár nem adott neki. Kavád 502 őszén indította el a támadást, elfoglalta Teodosiopolist Arméniában, és megkezdte Amida ostromát, melyet 503 januárjában sikerrel elfoglalt.
Anastasius gyorsan meg akarta oldani a konfliktust, ezért 503-ban 52 ezer fős sereget küldött Kavád ellen. Mivel a bizánci seregek nem voltak egy kézben, így kudarcba fulladt a támadásuk. Egy 12 ezer fős sereget Mezopotámiában győztek le a perzsák, míg egy 40 ezer fős hadat Amida közelében vertek vissza. Ezután Edesa városát ostromolták a perzsák, siker nélkül.
A súlyos vereségek után Anastasius új vezért nevezett ki a keleti határok védelmére: az illír származású Celert. Celer elfoglalta Arzanene területét, míg ezzel egyidőben a másik római sereg elfoglalta Perzsa Arméniát. 505-ben Amidát is sikerült visszafoglalni. 505/506-ban Kavád, akinek a keleti határon a hunokkal kellett megbirkózni, fegyverszünetet kötött a császárral, melyet 7 évre kötöttek, de végül 20 évig tartott.
A mezopotámiai harci műveletek rá kellett, hogy ébresszék a rómaiakat, mekkora előnyt jelent a perzsáknak Niszibisz erődjének birtoklása. Ezért a császár elrendelte egy hasonló erőd építését Dara-Anastasiopolisban. Ez kevéssé tetszett a perzsáknak (a rómaiak megszegték az erőd építésével a 442-es békeszerződést), és talán ez volt az egyik oka a háború kirobbanásának 526-ban.
Kavád második háborújára Bizánc ellen mindenekelőtt a két birodalom kaukázusi szembenállása adott okot. Volt ott egy kis királyság, Lazika, melyet az akkoriban I. Justinus által kormányzott Bizánc elismert, és amely érzékenyen érintette a perzsa érdekszférát. A rómaiak a perzsa Ibéria keresztényeinek védelmezői voltak. Lazika királya, Tzath, 521/522-ben Konstantinápolyba utazott, ahol megkeresztelkedett és elvett egy keresztény nőt, amit Perzsia a bizánci fenyegetés jeleként értelmezett. Mikor a perzsák megpróbálták zorasztrizmusra téríteni Ibéria lakóit, az ibériai király, Gurgenes Justinus császártól kért segítséget. Ez újabb háborút eredményezett, ami elsősorban a Kaukázus vidékét és Mezopotámia határvidékét érintette. Ez a háború még Justinus 527-es halála után is tartott.
Justinus utódja, sógora és védence I. Justinianus egyike volt a késő ókor legkiemelkedőbb kormányzóinak, aki képes volt visszaadni a Keletrómai Birodalomnak régi fényét, még ha több fronton vívott hosszú háborúk árán is. Justinianus perzsa háborúiról rendelkezésünkre áll egy kitűnő forrás: a „Háborúk története” Procopiustól, melyet kiegészíthetünk Agathiasz írásaival. Justinianus vezérei, Sittas és Belisarius nagyon eredményesek voltak. Belisarius legyőzte a perzsákat Daránál 530-ban, de pár év múlva Calinicumnál vereséget szenvedett. Sittast kinevezték Armenia magister militumjának (ami jelzi az említett terület fontosságát), és nagyon ügyes hadvezérnek bizonyult. Emellett Justinianus megszilárdította a szövetséget a gaszanidákkal, melyet még I. Anastasius kötött. A háború során egyik hatalom sem került érzékelhető fölénybe a másikkal szemben.
531-ben meghalt Kavád, aki halála évében, éppúgy, mint 529-ben mozgósította arab szövetségeseit a rómaiak ellen. Kavádot kedvenc fia I. Huszrau követte a trónon. Justinianus és Huszrau 532-ben megkötötték a Pax Eternát, melyben Bizánc kötelezte magát arra, hogy fizet Perzsiának 11ezer libra aranyat egyösszegben. Ellentételezésként a római magister militum per Orientem (azaz a Bizánc keleti határainak védelmével megbízott személy) Darából Constanciába költözött, és a háború során egyik vagy másik fél által elfoglalt erődök visszakerültek a háborút megelőző birtokosukhoz. Justinianus kihasználta a keleti békét, hogy figyelmét nyugat felé fordítsa, ahol az elkövetkező években Belisarius romba döntötte a vandál királyságot, és elfoglalta az osztrogót Itáliát. Azonban a béke törékenynek bizonyult Bizánc keleti határain, mivel 540-ben Huszrau a békeszerződést megszegve nagy sereggel bevonult Szíriába.

## I. Huszrau és a védekező Bizánc
I. Huszrau egyike volt a legjelesebb perzsa uralkodóknak. Justinianus nagy ellenfele volt, emellett érdekelte a filozófia, a művészet, de nagy stratéga is volt. Sok szempontból nála érte el a Szászánida Birodalom a csúcspontját. Elrendelte számos görög és indiai mű perzsára fordítását. Ellenfelei tisztelték, elnyerte az Anushirvan, azaz „halhatatlan lélek” nevet. Leverte a mazdakita szektát, reformokat vitt végbe a hadseregben és a belpolitikában, melyek megerősítették a királyi hatalmat, és gyengítették a nemességét. Ezek a reformok többletbevételt biztosítottak számára és lehetővé tették a terjeszkedő külpolitikát.
540-ben I. Huszrau elérkezettnek látta az időt Bizánc megtámadására. Ehhez ürügyként szolgáltak a perzsa, illetve római szövetségben álló lajmida és gaszanida arabok között fennálló meg nem oldott problémák. Talán a perzsáknak tett gót szövetségi ajánlatnak is szerepe lehetett a támadás elindításában. 540 tavaszán Huszrau egy hatalmas sereg élén bevonult Szíriába. Serege Kirkesion magasságában átkelt az Eufráteszen, és Antiochia irányába haladt tovább. Justinianus egy rokonát, a hozzáértő hadvezért, Germanust küldte Antiochiába, hogy az megszervezze a fontosabb városok védelmét. Azonban Germanusnak csak 300 embere volt. Miután megvizsgálta a város védműveit, Germanus úgy döntött, hogy botorság lenne védeni azt, mivel a megígért erősítés sem érkezett meg. Így tehát elhagyta a várost, miközben Huszrau útban Antiochia felé erővel megszerezte több római város kincseit úgy, hogy azokat ostrommal fenyegette meg. Más városokat megtámadtak, mivel nem tudták összegyűjteni a kért összeget. Így járt például Beroia, melyet elfoglaltak és kifosztottak. Sura városának lakosságát deportálták és részben kivégezték.
Antiochiában a császári képviselő megtiltott mindennemű fizetséget a perzsáknak, ezért azok a várost ostrom alá vették és végül elfoglalták. Huszrau gazdag hadizsákmányra tett szert és megparancsolta a túlélők deportálását Perzsiába. Ezzel egyidőben eredmény nélkül megszűntek a tárgyalások a perzsák és a rómaiak között. Huszrau megszerezte Antiochia kikötőjét, Seleuciát is, ahol szertartásos fürdőt vett a tengerben, és áldozatot mutatott be a Napistennek. Ezt követően Dara városának sikertelen ostroma után visszatért Perzsiába.
Antiochia eleste mély hatást gyakorolt a rómaiakra. Most fizettek meg azért, hogy Justinianus Itáliába küldte seregeinek nagy részét a gótok ellen. Bizáncnak két fronton kellett háborúzni. Azonban Justinianus sikeresen válaszolt a perzsa fenyegetésre. Belisariust erős katonai egységekkel keletre küldte, ahol így a római haderő létszáma 15 és 30 ezer között volt. 541-ben a perzsák megtámadták Lazikát, ahol elsősorban a Fekete-tenger melletti Petra városának környékén harcoltak. Lazika királya, Gubazes hívta be a perzsákat, mivel nyugtalanította a rómaiak katonai jelenléte az országában. Azonban nem sokkal később ismét római segítséget kért. Még ebben az évben Belisarius sikertelenül próbálta visszafoglalni Niszibiszt. 542-ben Huszrau ismét bevonult római területre, azonban Belisarius elérte veszélybe hozni a perzsa visszavonulást. Ezért Huszrau megszakította hadjáratát, de még előbb elfoglalta Calinicumot. Azonban a mindig veszélynek kitett Edessza megmenekült, hála Belisarius gyors beavatkozásának. Ebben az évben tört ki a Justinianus pestiseként ismert járvány, mely súlyosan érintette a perzsákat. Nem sokkal később Belisariust visszahívták Konstantinápolyba, és helyére Martinus tábornok került.
Az elkövetkező katonai műveleteket támadások és ellentámadások jellemezték. 543-ban a rómaiak megtámadták Perzsa Arméniát, ahol Anglon közelében súlyos vereséget szenvedtek. A következő évben (vagy még 543-ban) Huszrau bevonult ismét Mezopotámiába, és megostromolta Edesszát. Edesának nagy szimbolikus jelentősége volt, mivel itt őrizték a lepelt, mely a hagyomány szerint Krisztus képmását őrizte. Az ostrom kudarcba fulladt. Nem sokkal ezután tárgyalások kezdődtek a két hatalom között, melyek fegyverszünetet eredményeztek. Justinianusnak, nyugati hadműveleteinek szabad végrehajtásához, keleten nyugalomra volt szüksége. Ezért azonban nagy árat fizetett. A fegyverszüneti egyezményben nem volt szó kifejezetten Lazikáról, mivel Huszrau nem volt hajlandó lemondani igényeiről e királysággal kapcsolatban. 548-ban újrakezdődtek a harcok, melyek az 551-es fegyverszünetig tartottak, melybe Justinianusnak újból bele kellett egyeznie. Lazikát ez az egyezség sem említette. Miközben a perzsák Justinianus birodalmának területeit nem támadták , Lazikában folytatódott a háború. Ez eleinte kedvező volt a rómaiak számára, mivel Huszrau csapatait visszaverték. 556-ra a perzsák súlyos vereségeket követően csaknem teljesen kiűzettek Lazikából, így az 557-es fegyverszünet már erre a királyságra is kiterjedt. Ez a fegyverszüneti egyezmény előkészítette egy új békeszerződés alapjait, melyet mindkét fél hosszas tárgyalásokat követően, melyeken Rómát a magister officorum, Petros Patrikios képviselte, 562-ben aláírt. A béke létrejöttéhez nagymértékben hozzájárult, hogy mind a perzsák, mind a rómaiak fenyegetésnek voltak kitéve a többi határukon.
A békeszerződés 50 évig volt érvényben. A szerződés szerint Lazika egy része Bizánchoz tartozott, és a két birodalom vazallus arabjainak tiszteletben kellett tartaniuk a békét. A perzsáknak kellett védeniük a Kaukázus átjáróit a hunok és más barbár népek támadásai ellen. A szerződés egyéb rendelkezéseket is tartalmazott, például azt, hogy nem emelhetett új erődöket egyik fél sem a közös határon. De a szerződés szabályozta a két birodalom közötti kereskedelem kérdéseit is.
Itt kell megemlíteni a Bizánc által a keresztény Akszúmi Királyságnak 525-ben nyújtott támogatást egy barbár törzs megtámadásában a mai Jemen területén, ahol mind Perzsiának, mind Rómának fontos érdekeltségei voltak. Azonban ez a támadás Dél-Arábiában csak egy elszigetelt epizód volt, mivel Huszrau is aktív tevékenységet folytatott a térségben, és végül 570 körül a perzsák kerekedtek felül.
Justinianus végül is elérte a birodalom keleti határainak megtartását, bár nagy erőfeszítések árán. A békeszerződés egy pontja azonban ellenállást fejtett ki a rómaiakban: nevezetesen a Perzsiának fizetendő évi 500 libra arany. II. Justinus (aki Justinianust követte a trónon, annak 565-ös halálát követően) méltánytalannak találta ezt. Justinus célja az volt, hogy új, igazságosabb békeszerződést érjen el. 572-ben újabb háború tört ki, mivel Justinus megtagadta az éves adó fizetését. Voltak egyéb okai is az újabb konfliktusnak: újabb szembenállás keletkezett egy vitatott hovatartozású kaukázusi terület felett, ami miatt Bizánc kapcsolatba lépett Perzsa Arménia római párti erőivel. Azonban a háború okai között volt egy perzsa kormányzó kinevezése Jemenben, valamint a perzsa vazallus lakhmidák erőszakoskodása is. Huszrau tárgyalni kívánt Justinussal, ám az nem volt hajlandó tárgyalni, ami miatt sok késő ókori római forrás keményen kritizálja.
Egyik birodalom sem volt igazán felkészülve a háborúra, de a rómaiaknak különösen alkalmatlan időben jött: a Belső-Ázsia török népeivel kötött szövetség nem hozta meg a várt eredményt, emellett Justinus összeveszett arab szövetségeseivel. 573-ban aperzsák bevonultak Szíriába és elfoglalták Apameiát. Még ebben az évben perzsa kézre került hosszú ostrom után a stratégiailag kulcsfontosságú Dara, amely Anastasius óta Bizánc keleti védelmi rendszerének sarokköve volt. Ezeket a vesztességeket nem kompenzálták még a Perzsa Arméniában elért római sikerek sem, ahol a császári seregek az örmény szövetségeseikkel közösen elfoglalták a fővárost, Dvint. A folyamatos rossz hírek, melyeket a keleti határról kapott, aláásták a császár mentális állapotát, aki végül megőrült. Uralkodásának hátralevő részében az államügyek irányítását és a hadsereg vezérletét Tiberius tábornok látta el, aki 574-től viselte a cézár címet. Tiberius egyéves fegyverszünetet kötött Huszrauval, akinek előre fizetett ezért, az egyezmény nem tért ki Arménia helyzetére.

## Mauricius perzsa hadjárata
Bizánc helyzete, amely egyidőben folytatott háborút a longobardokkal Itáliában, valamint az avarokkal és a szlávokkal a Balkánon, nem volt reménytelen. 575-ben (más források szerint 576-ban) Justinianus tábornok, II. Justinus rokona, a metilenei csatában súlyos vereséget mért Huszraura. Huszrau előzőleg elfoglalta Metilene városát az Eufrátesz partján, és mikor hazafelé indult, Justinianus megtámadta. Huszrau seregének nagy részét Justinianus megsemmisítette. Maga Huszrau is csak nagy nehezen tudott megmenekülni. Ennek ellenére Bizánc győzelme nem volt döntő jelentőségű. Mikor 579-ben I. Huszrau meghalt, fia, IV. Hurmuz (Hormuz) követte a trónon, akit minden forrás negatívan jellemez. II. Tiberiosz (Tiberius), aki 578-tól volt Bizánc császára, békeajánlattal fordult Hormuzhoz, aki ezt visszautasította. Ekkor Tiberius keleti seregeinek vezérletét Mauriciusra bízta, aki különösen nagy tapasztalattal rendelkező tábornok volt, és később császár lett. A római seregek megtámadták Médiát és Mezopotámiát. A perzsák erre úgy reagáltak. hogy bevonultak Mezopotámia római felébe, ezzel veszélyeztetve a római csapatok ellátási vonalait. 581-ben Mauricius végül sikeresen megállította a perzsa támadást az Eufrátesznél, jelentős csapást mérve a szászánida seregre. A következő évben meghalt II. Tiberius, s őt Mauricius követte a trónon. Mauricius uralkodásáról és perzsa hadjáratáról jó forrásul szolgál Theophylaktos Simokrates könyve, az ókor utolsó történeti műve.
Az újabb Perzsia elleni hadjáratot is Mauricius vezette, azonban ebben a háborúban egyik hatalom sem ért el érzékelhető előnyt. 585-ben Mauricius visszautasította a perzsa király békeajánlatát, mivel annak feltételeit elfogadhatatlannak tartotta. Az elkövetkező évben a rómaiak legyőzték a perzsákat Daránál, azonban nem sokkal később vereséget szenvedtek tőlük. 589-ben megfordult a helyzet, mikor Komentiolos római elfoglalása után Perzsa Arméniát barbár törzsek szállták meg. A perzsa hadvezér, Bahrám Chobin kiűzte ugyan őket, de ezért nem kapott köszönetet a szászánida királytól, aki lefokozta őt egy Bizánctól elszenvedett kisebb vereség miatt. Ezért Bahrám fellázadt Hormuz ellen. A perzsa nemesek közutálatának örvendő király végül 590 elején elvesztette trónját és életét. Hormuzt fia, II. Huszrau követte a trónon, de Bahrám Chobin őt sem akarta elismerni királyként. Huszrau kénytelen volt elmenekülni, miután vereséget szenvedett Bahrámtól. Közben a rómaiak kihasználták Perzsia hatalmi harcait: Johannes Mystakon tábornok ostrom alá vette Dvin városát Arméniában és megszállta Atropatenét (a mai Azerbajdzsánban). Huszrau úgy döntött, hogy Mauriciustól kér segítséget, és Bizáncba menekült. Mauricius szívesen segített Huszraunak, és most először (s egyben utoljára) a római és perzsa seregek együtt vonultak csatába. Legyőzték Bahrámot, és 591-ben Huszrau visszakerült a perzsa trónra.
Mauricius a segítségért cserébe olyan mezopotámiai és ibériai területeket kért és kapott Huszrautól, melyek a rómaiak szerint Arméniához tartoztak. Végsősoron a császár meglehetősen szerény volt, és a Huszrauval (akit még örökbe is fogadott) kötött egyezség feltételei jók voltak.

## II. Huszrau és Hérakleiosz ellentámadása
Úgy Bizánc, mint Perzsia ki tudták használni a béke rövid időszakát. Mauricius a keleti seregeket átcsoportosította a Balkánra, ahol az avarokkal és a szlávokkal vívott háborút. II. Huszrau, aki megszilárdította hatalmát és helyrehozta az állam pénzügyeit, ismét megerősítette a birodalmat gazdaság és katonai értelemben. 602 végén egy sor esemény történt Bizáncban, melyek végül a Róma és Perzsia közötti utolsó háborúhoz vezettek. Ez a háború intenzításában felülmúlt minden korábbit, és csaknem véglegesen lerombolta a Keletrómai Birodalmat.
A válság a Dunánál kezdődött, ahol Maurikiosz (Mauricius) sikerrel harcolt az avarok és a szlávok ellen. Mauricius azt kívánta seregétől, hogy a telet a Duna bal oldalán töltse és hadjáratot indítson a szlávok ellen, az ellátási nehézségek ellenére. Ez a sereg lázadásához vezetett. Kikiáltottak császárrá egy magas rangú tisztet, Phókaszt (Focast). Mauricius megpróbált elszökni, de elfogták. Focas megindult Konstantinápoly felé, ahol elismerték császárként. Mauriciust és családját kivégezték egy vérfürdő során, és Focas megkezdte, a vele szemben ellenszenves források szerint, rémuralmát.
Huszrau kihasználta volt segítője halálát, és 603-ban bevonult római területre. Az elkövetkező években perzsa kézre került Amida, Dara, Edessza, Hierapolisz, és Beroia, valamint a perzsák megszállták Arméniát. A megszállt területek lakosságának egy része örömmel fogadta a perzsa hódítókat, mivel a vallási konfliktusok (Jézus Krisztus isteni természete felett) elhidegítették Szíria lakosságát Konstantinápolytól. Emellett Huszrau bemutatta Mauricius feltételezett fiát, aki túlélte Focas kivégzéseit. Focas 610-ben halt meg, egy összeesküvés áldozataként. A trónra Hérakleiosz, a karthagói exarcha fia, került, akinek még egy ideig harcolnia kellett Focas seregei ellen, ami megakadályozta, hogy ellenálljon a perzsa támadásoknak. Hérakleiosz a Római Birodalom történetének egyik legkiemelkedőbb császára, Focas rémuralma után megváltóként fogadták, bár uralkodása elején nem volt képes hatásosan szembeszállni a perzsákkal.
Focas bukásával a perzsa előrenyomulás felgyorsult. 611-ben a perzsák legyőzték a rómaiakat Emesa mellett, ahonnan benyomultak Kisázsiába, és elfoglalták Antiochiát. 613-ban megindult a római ellentámadás. A konstantinápolyi sereg egy része Filipicus tábornok vezérletével bevonult Arméniába, hogy így kényszerítse a perzsákat a Szíriából történő kivonulásra. Ez a hadművelet lehetővé tette Hérakleiosz számára a támadásra való felkészülést. Azonban a római sereg Szíriában vereséget szenvedett egy nagy csatában Antiochia mellett. Hérakleiosznak el kellett hagynia a régiót, és Damaszkusz még ebben az évben elesett. A rómaiak számára még rosszabb volt azonban Jeruzsálem elvesztése, melyet 614-ben Sarbaraz foglalt el. Ebben úgy tűnik segítségére voltak a város zsidói, akik a szászánidáktól nagyobb szabadságot reméltek. A perzsa hadizsákmány között volt a Szent Kereszt is, melyet Shirin tábornok Huszrau kedvenc feleségének ajándékozott, aki keresztény volt. A relikvia elvesztése nagy megrázkódtatást jelentett a keresztények számára. Bizánc, melyet ismét támadás fenyegetett a Balkán felől, 619 előtt elvesztette Egyiptomot is, a Birodalom gabonaellátóját. Ezzel egyidőben a perzsák szintén támadták Kisázsiát, melynek csak egy kis részét tudták hatalmukban tartani. Róma egész keleti része perzsa uralom alá került, mint a Aqueménida Birodalom idejében. Bizánc a szakadék szélén állt.
Ebben a teljesen reménytelennek tűnő helyzetben, Heraclius egy felettébb vakmerő tervvel állt elő. Elhatározta, hogy serege élén elhagyja Konstantinápolyt, és a perzsákat birodalmuk szívében támadja meg. 622 április 5-én a császár elindult a fővárosból, és tengeri úton Issosig, Kisázsia délkeleti szegletéig, hajózott. A következő események rekonstruálása nagyon bonyolult feladat fennmaraddt kevés forrás miatt. Nem ismert sem a császár által követett útvonal, sem seregének nagysága. Hérakleiosz, aki a következő években összesen három hadjáratot vezetett a perzsák ellen, meglehetősen nagy sereggel kellett rendelkezzen. Hérakleiosz előbb edzést tartott seregének, amivel különösen jó harci szellemet ért el. Ezt Jorge de Pisidia, egyike kevés forrásainknak, is kiemeli. A császár a katonákkal elhitette, hogy nem egy hétköznapi hadjáratról van szó: nem csupán a birodalom ellenségei ellen harcolnak, hanem a kereszténység ellenségei ellen. Szent háborúról volt szó, egyfajta kereszteshadjáratról, a hitetlenek ellen, még akkor is, ha a háború fő célja a Bizáncra nehezedő perzsa fenyegetés végleges megszüntetése volt. A harci táborokban Krisztus-képeket helyeztek el. Úgy tűnik, hogy ezek a lélektani eszközök elérték hatásukat és kellően motiválták a katonákat, ami feltétlenül szükséges volt ebben a nehéz helyzetben: ha Hérakleiosz kudarcot vall, vele a Keletrómai Birodalom is elesik.
A rómaiak legyőzték a perzsákat 622-ben (vagy 623-ban) Kappadókiában. 623-ban a császár ideiglenesen visszatért Konstantinápolyba, és ezután kapcsolatba lépett a Kaukázus keresztény lakóival. Hérakleiosz növelni tudta serege létszámát, és a következő évben főként ebben a régióban harcolt. Támadást vezetett Arménia ellen, melynek során kezébe került Dvin, és mindenekelőtt Ganzdak (a mai Azerbajdzsánban). Ez utóbbi városban volt egy zoroasztriánus templom, melyet a császár leromboltatott, ezzel világos üzenetet küldve Huszraunak. Huszrau ekkor minden seregét mozgósította, azonban így sem tudta legyőzni Hérakleioszt, aki 625-ben Ciliciába vonult vissza.
626-ban a perzsa sereg ismét útrakelt, hogy megkeresse és legyőzze Hérakleiosz csapatait, és így elfoglalja Konstantinápolyt. 626 nyarán a bizánci fővárost avar és szláv seregek kezdték ostromolni. A város képes volt ellenállni az ostromnak a flotta segítségével, amely azt is megakadályozta, hogy a perzsák átkeljenek az európai oldalra. Az avaroknak félbe kellett hagyniuk az ostromot, és a perzsa sereg Sarbaraz vezetésével 627 elején Khalkédónból (Calcedoniából) visszavonult Szíriába. Az előző évben Hérakleiosz már legyőzött egy perzsa sereget, mely megkísérelte elpusztítani seregét.
Konstantinápolyban a város megmenekülését Szűz Mária egy csodájának tulajdonították. A perzsa támadás csúcspontját a rómaiak sikerrel elhárították, és ettől kezdve Bizáncé lett a kezdeményezés. Hérakleiosz még egy újabb sikernek is örvendhetett: Mezopotámiában testvére Teodorus legyőzte a Schahin vezette perzsa sereget, ami alaposan felbőszítette Huszraut. A perzsa udvarban erősen kezdtek aggódni Huszrau elmeállapota miatt, aki kételkedni kezdett tábornokai megbízhatóságában. Ez magyarázza részben, hogy Sarbaraz az elkövetkezendőkben távol volt a harcoktól.
Eközben Hérakleiosz újabb csapatokat toborozott Lazikában és a Fekete-tenger partmenti területein, valamint kapcsolatba lépett a Köktürkökkel. Ennek a szövetségnek nem volt fontos jelentősége a későbbi harcok folyamán, mivel a segédcsapatok később elhagyták a császárt. Azonban a török támadások zavart jelentettek Huszrau számára. 627-ben Hérakleiosz elindult Tiflisből dél felé. December 12-én Ninive romjai mellett döntő csatára került sor. A perzsa Rhazates tábornok a csatában elesett, és a rómaiak megsemmisítő csapást mértek a perzsákra. Hérakleiosz a későbbiekben elfoglalta a perzsa király kedvenc rezidenciáját Dastagirdben, ahol nem sokkal előbb Huszrau tartózkodott. A király Ktésziphón irányába menekült. Hérakleiosz Ktésziphón heves ostromába fogott, mivel félt, hogy utánpótlási vonalait elvágják.
A ninivei csata volt az utolsó, döntő csata a két birodalom közti több évszázados szembenállás során. Huszrau a perzsa főurak minden támogatását elvesztette, 628-ban megfosztották trónjától, és fogságban ölték meg. Fia, II. Kavád követte a trónon, aki rövid uralkodását néhány családtagja megölésével kezdte. Azonnal kapcsolatba kívánt lépni Hérakleiosszal, hogy békét kössön vele. A császár ekkor Gandzakban tartózkodott. II. Kavád a levélben, melyet Hérakleioszhoz írt, békét kérve tőle, a következőképpen szólítja meg a császárt: „nagykegyelmű római császár, testvérünk”. A levél a Chronicon Paschale-ben maradt fenn.
Végül megköttetett a béke. Az egyezmény rendelkezései a háború előtti status quo visszaállítására irányultak. Perzsia lemondott minden hódításáról és visszaszolgáltatta a Szent Keresztet, ellentételezésül Hérakleiosz ígéretet tett visszavonulására. Azonban a római visszavonulás lassan ment végbe, és közben Perzsia káoszba merült. Kavád 628 szeptemberében meghalt, és az őt követő uralkodók csak pár hónapig voltak képesek hatalmon maradni. A Szent Keresztet Sharahbaraz adta vissza Bizáncnak 630-ban, aki a perzsa trónt is megszerezte. A szent relikvia visszatérésének ceremóniája kétségkívül Hérakleiosz uralkodásának legfényesebb pillanata volt. Sok keresztény királyságból kapott üdvözlő levelet és hatalmas tiszteletre tett szert. Perzsia legyőzetett, s ezzel úgy tűnt Róma diadalmaskodott legnagyobb ellenfele felett.

## Róma és Perzsia: Mérleg
Hérakleiosz csak rövid ideig tudott örülni diadalának. Nem sokkal a perzsák felett aratott győzelme után megkezdődött az iszlám terjeszkedés. 636-ban a római seregek súlyos vereséget szenvedtek az arab muzulmánoktól a yarmuki csatában. A perzsa háború után Bizáncnak nem voltak meg a kellő tartalékai az arabokkal szembeni ellenálláshoz. 642-ben Bizánc elvesztette összes keleti tartományát, majd nem sokkal később észak-afrikai provinciáit is. Eközben a Balkánon a szlávok betörtek bizánci területre, ahol tartósan megtelepedtek. A Keletrómai Birodalom Kisázsiába szorult vissza (ami állandó arab támadásoknak volt kitéve), a fővárosra és környékére, néhány szigetre, valamint pár görögországi erődítményre. Szintén megváltozott az állam és a társadalom berendezkedése is: Hérakleiosz alatt nőtt a közigazgatás hellenizációja, a latin már a perzsa háborúk időszaka óta megszűnt hivatalos nyelv lenni. Sok történész ezt a Késő Római Császárkor végeként értelmezi, és innentől számítja a középkori Bizánci Birodalom kezdetét, mely megőrizte görög-római és keresztény identitását 1453-ig.
Ezzel ellentétben a Szászánida Birodalom 651-ben végleg eltűnt. A kadesiai csata (636 vagy 637) után az arabok megsemmisítették a perzsa sereget 642-ben a nehawendi csatában. Az utolsó szászánida király, III. Jazdagird becstelen véget ért: 651-ben szétesett birodalma északkeleti szegletében megölte egy helyi kormányzó (vagy egy molnár). Bár a szászánidák kulturális öröksége fennmaradt az arab világban, a birodalom bukásával véget ért az ókori Közel-Kelet utolsó szakasza.
Négyszáz éven át Róma és Perzsia volt az ókori világ két nagyhatalma. Bár sokat harcoltak egymással, mégis kölcsönös tiszteletben tartották egymást. A két birodalom kölcsönös kulturális hatással volt egymásra, de az utolsó időszakban a közel-keleti hatalomért vívott katonai konfliktusok jellemezték kapcsolatukat.
Végül az egymással vívott hosszú háborúk annyira kimerítették a két birodalmat, hogy az arabok könnyűszerrel legyőzték őket. Arra a következtetésre juthatunk, hogy a leggyümölcsözőbb időszakok a két birodalom kapcsolatában a békés egymás mellett élés évei voltak, főként 387 és 502 között.

## Fordítás
- Ez a szócikk részben vagy egészben  a   Guerras Romano-Sasánidas című spanyol Wikipédia-szócikk fordításán alapul.  Az eredeti cikk szerkesztőit annak laptörténete sorolja fel. Ez a jelzés csupán a megfogalmazás eredetét és a szerzői jogokat jelzi, nem szolgál a cikkben szereplő információk forrásmegjelöléseként.